# Coulteria
Genre
Classification phylogénétique
Coulteria est un genre de plantes à fleurs de la famille des Caesalpiniaceae selon la classification classique, ou des Fabaceae (sous-famille des Caesalpinioideae) selon la classification phylogénétique. Les espèces sont originaires des régions tropicales d'Amérique.

## Sélection d'espèces
- Coulteria mollis Kunth, 1824
- Coulteria platyloba (S.Watson, 1886) N. Zamora, 2010